# Australian Open
Australian Open este un turneu de tenis care are loc anual în ultimele două săptămâni din ianuarie, la Melbourne Park din Melbourne, Australia. Turneul este primul dintre cele patru evenimente de tenis de Grand Slam care au loc în fiecare an, înainte de French Open, Wimbledon și US Open. Înainte de 1988, se juca pe terenuri cu iarbă, dar de atunci au fost folosite trei tipuri de suprafețe de teren dur: Rebound Ace de culoare verde până în 2007, albastru Plexicushion din 2008 până în 2019 și albastru GreenSet din 2020.
Desfășurat pentru prima dată în 1905 drept campionate australaziene, Australian Open a devenit unul dintre cele mai mari evenimente sportive din emisfera sudică. A fost primul turneu de Grand Slam care a oferit jocuri în interior pe vreme umedă sau căldură extremă, cu trei terenuri principale: Rod Laver Arena, John Cain Arena și nou renovata Margaret Court Arena echipată cu acoperișuri retractabile.

## Istorie

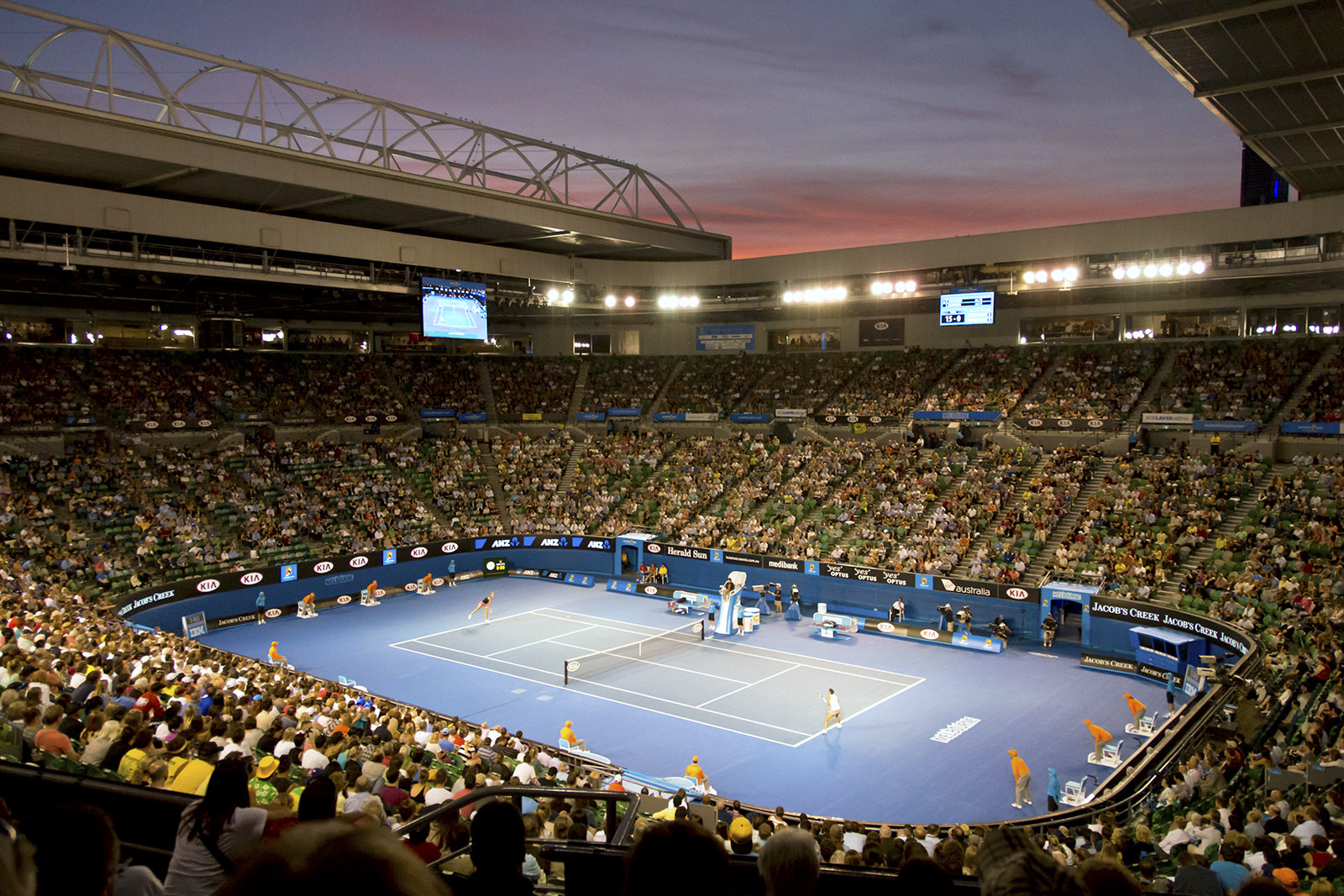
Rod Laver Arena

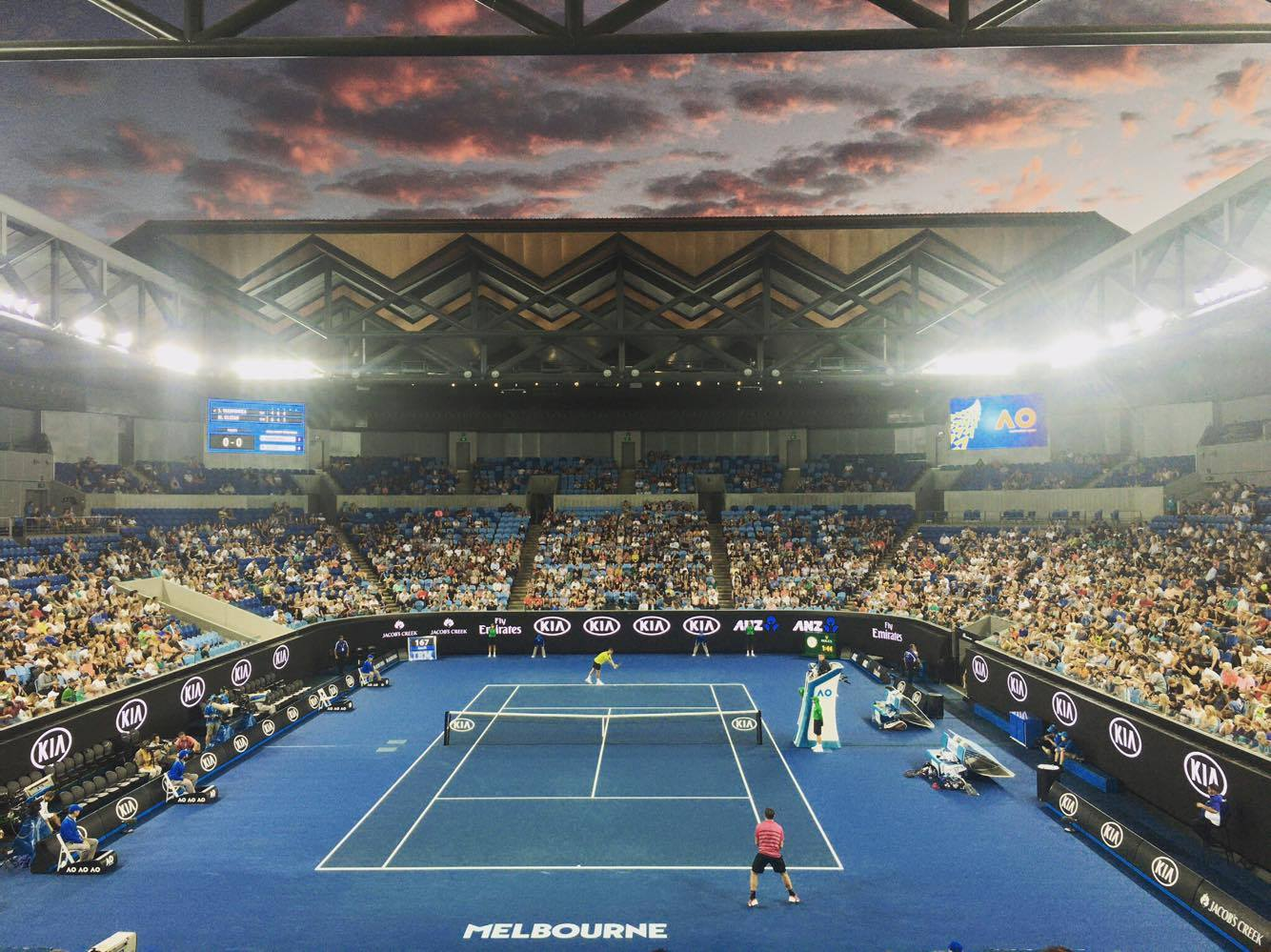
Margaret Court Arena în timpul Australia Open 2017

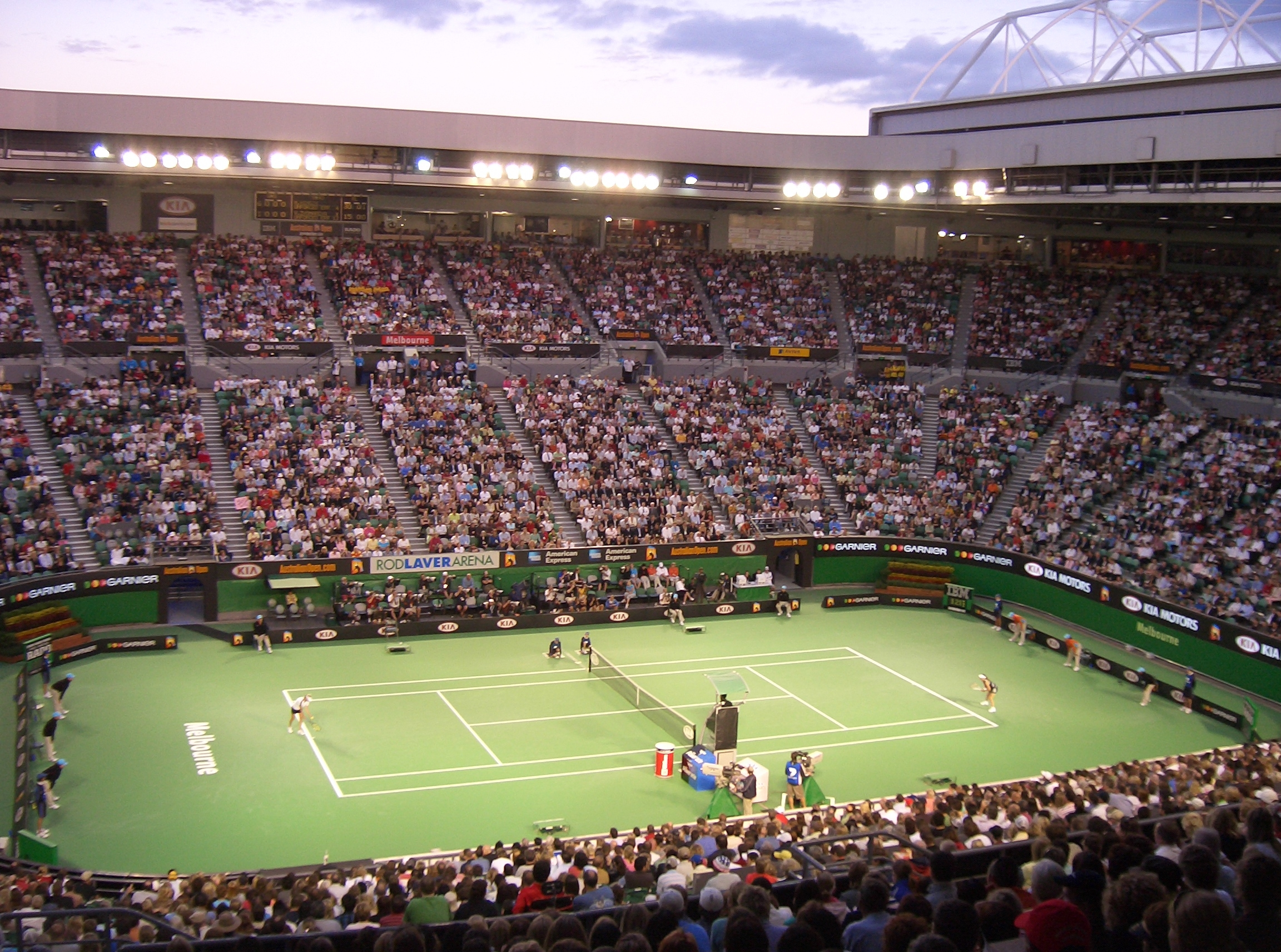
Rod Laver Arena în timpul Australia Open 2006

Australian Open este organizat de Tennis Australia, fosta Lawn Tennis Association of Australia (LTAA), și s-a desfășurat pentru prima oară pe Warehouseman's Cricket Ground din St Kilda Road, Melbourne în 1905.
Turneul a fost denumit inițial The Australasian Championships devenind apoi Australian Championships în 1927 și Australian Open din 1969. Din 1905, Australian Open s-a disputat în cinci orașe australiene și două orașe neozeelandeze după cum urmează: Melbourne (de 50 de ori), Sydney (de 17 ori), Adelaide (de 14 ori), Brisbane (de 8 ori), Perth (de 3 ori), Christchurch (în 1906), și Hastings (în 1912). În 1972, când s-a decis ca turneul să se desfășoare în fiecare an în același oraș, Kooyong Lawn Tennis Club din Melbourne a fost locul ales deoarece acest oraș atrăgea suport financiar și logistic mai substanțial.
Melbourne Park (fost Flinders Park) a fost construit la timp pentru a găzdui turneul din 1988, întrucât  Kooyong devenise insuficient pentru amploarea evenimentului. Mutarea în Melbourne Park a fost un succes imediat, numărul de spectatori crescând cu 90% în 1988 (266.436) față de ediția anterioară desfășurată la Kooyong (140.000).
Din cauza distanței mari până la locul de disputare, la început foarte puțini jucători străini se înscriau la turneu. În anii 1920, călătoria cu vaporul din Europa până în Australia dura aproximativ 45 de zile. Primii jucători care au venit cu avionul în Australia au fost echipa de Cupa Davis a Statelor Unite, în noiembrie 1946. Chiar în interiorul țării, călătoria nu era ușoară. Când turneul s-a ținut la Perth, nimeni din Victoria sau din New South Wales nu a parcurs cu trenul distanța de aproximativ 3.000 km între coasta de vest și cea de est. În Christchurch în 1906, din 10 participanți, doar doi erau australieni, iar turneul a fost câștigat de un neozeelandez.
Primele turnee ale Australasian Championships au suferit din cauza competiției celorlalte turnee australasiatice, și înainte de 1905 fiecare stat al Australiei și Noua Zeelandă aveau fiecare propriul campionat, primul fiind organizat în 1880 la Melbourne și denumit Campionatul Coloniei Victoria (Devenit ulterior Campionatul Victoriei).. În acei ani, de departe cei mai buni doi jucători—australianul Norman Brookes (al cărui nume îl poartă astăzi trofeul turneului de simplu masculin) și neozeeleandezul Anthony Wilding—aproape că nu au participat la turneu. Brookes a venit o dată și a câștigat în 1911 iar Wilding a participat și a câștigat de două ori (în 1906 și în 1909). Întâlnirile lor de la Campionatele Victoriene și de la Wimbledon au ajutat la determinarea celui mai bun jucător australasiatic. Chiar și când Australasian Championships s-a ținut la Hastings, în Noua Zeelandă, în 1912, Wilding, deși triplu campion la Wimbledon, nu s-a întors în țara natală. Aceasta era o problemă frecventă în acea vreme. Brookes a mers în Europa doar de trei ori, ajuns în Challenge Round la Wimbledon o dată și câștigând turneul de două ori. Astfel, numeroși jucători nu jucaseră niciodată în campionatele australiene: Renshaw, Doherty, William Larned, Maurice McLoughlin, Beals Wright, Bill Johnston, Bill Tilden, René Lacoste, Henri Cochet, Bobby Riggs, Jack Kramer, Ted Schroeder, Pancho Gonzales, Budge Patty, Manuel Santana, Jan Kodes și alții, în vreme ce Brookes, Ellsworth Vines, Jaroslav Drobny, Manuel Orantes, Ilie Năstase la 35 de ani, și Bjorn Borg au participat o singură dată.
Începând cu 1969, când s-a ținut primul Australian Open la Milton Courts în Brisbane, turneul a fost deschis tuturor jucătorilor, inclusiv profesioniștilor care nu aveau drept de joc în circuitul tradițional. Totuși, cu excepția edițiilor din 1969 și 1971, mulți dintre cei mai buni jucători au lipsit de la acest turneu până în 1982, din cauza distanței, a datei neconvenabile (în preajma Crăciunului și a Anului Nou), și a premiului redus—în 1970, National Tennis League (NTL), din care făceau parte Rod Laver, Ken Rosewall, Andres Gimeno, Pancho Gonzales, Roy Emerson și Fred Stolle, și-a împiedicat jucătorii să se înscrie la turneu deoarece garanțiile nu erau suficiente, ediția fiind câștigată de Arthur Ashe.
În 1983, s-au înscris la turneu Ivan Lendl, John McEnroe, și Mats Wilander. Wilander a câștigat la simplu, după care a câștigat ambele meciuri de simplu din finala Cupei Davis din acel an, desfășurată la Kooyong la puțin timp după turneu. În urma ediției din 1983 a Australian Open, Federația Internațională de Tenis a sugerat Asociației Australiene de Tenis de Câmp să schimbe locul de disputare al turneului, deoarece arena Kooyong nu putea să găzduiască un eveniment atât de mare, iar în 1988 turneul s-a ținut pentru prima oară la complexul Flinders Park (numit ulterior Melbourne Park) pe suprafață Rebound Ace.
Înainte de perioada Melbourne Park, datele turneului fluctuau și ele, mai ales în primii ani din cauza unor evenimente excepționale sau în funcție de clima din diversele locuri unde se juca. De exemplu, imediat după primul război mondial, turneul din 1919 s-a ținut în ianuarie 1920, turneul din 1920 disputându-se imediat după aceea, în martie, iar turneul din 1923 din Brisbane s-a disputat iarna, în august, când vremea era mai puțin caldă și umedă. După ce un prim turneu din 1977 s-a disputat în decembrie 1976 – ianuarie 1977, organizatorii au decis să mute turneul mai târziu cu câteva zile, și apoi s-a organizat un nou turneu din 1977 (ce a luat sfârșit la 31 decembrie) dar acesta nu a mai atras cei mai buni jucățori. Între 1982 și 1985, turneul s-a jucat în mijlocul lunii decembrie, după care s-a hotărât mutarea următorului turneu la jumătatea lunii ianuarie (ianuarie 1987), și astfel în 1986 nu s-a ținut niciun turneu. Din 1987, data Australian Open date nu s-a mai modificat. Totuși, unii jucători de top, includsiv Roger Federer și Rafael Nadal, au spus că turneul se ține prea curând după sărbătorile de Crăciun și Anul Nou, și că astfel jucătorii nu ating forma de vârf în acea perioadă, exprimându-și dorința ca turneul să fie mutat în februarie.
Schimbarea locului de disputare s-a discutat în 2008, când autoritățile din New South Wales și-au arătat dorința de a prelua organizarea turneului, la Glebe Island (Sydney) începând cu 2016, când expiră contractul cu Melbourne. Wayne Kayler-Thomson, președintele Victorian Events Industry Council, a răspuns ferm cerând ca Melbourne să păstreze evenimentul, și, într-un atac la adresa autorităților din New South Wales, a spus că, „este o dezamăgire că cei din New South Wales nu pot să fie originali și să-și caute niște evenimente ale lor, în loc să încerce să canibalizeze alte orașe australiene.”
În 2009, pentru prima oară, turneele de dublu masculin și feminin au fost câștigate de două perechi de frați, surorile Venus și Serena Williams câștigând turneul feminin, în timp ce Bob și Mieke Bryan și-au adjudecat titlul masculin de dublu.

## Puncte de clasament
Punctele de clasament pentru masculin (ATP) și feminin (WTA) au variat la Australia Open de-a lungul anilor, dar în prezent jucătorii de simplu primesc următoarele puncte:
| Probă  | Probă    | C    | F    | SF  | QF  | 4R  | 3R  | 2R | 1R | Q  | Q3 | Q2 | Q1 |
| Simplu | Masculin | 2000 | 1200 | 720 | 360 | 180 | 90  | 45 | 10 | 25 | 16 | 3  | 0  |
| Simplu | Feminin  | 2000 | 1300 | 780 | 430 | 240 | 130 | 70 | 10 | 40 | 30 | 20 | 2  |
| Dublu  | Masculin | 2000 | 1200 | 720 | 360 | 180 | 90  | 0  | –  | –  | –  | –  | –  |
| Dublu  | Feminin  | 2000 | 1300 | 780 | 430 | 240 | 130 | 10 | –  | –  | –  | –  | –  |

## Premii în bani
Premiile totale ale Australian Open 2025 sunt de 96.500.000 de dolari australieni (59.900.000 USD sau 58.203.300 €), cu o creștere de 11,56% față de 2024.
| Probă      | C            | F            | SF           | QF         | Runda patru | Runda trei | Runda doi  | Runda unu  | Q3        | Q2        | Q1        |
| Simplu     | A$ 3.500.000 | A$ 1.900.000 | A$ 1.100.000 | A$ 665.000 | A$ 420.000  | A$ 290.000 | A$ 200.000 | A$ 132.000 | A$ 72.000 | A$ 49.000 | A$ 35.000 |
| Dublu      | A$0810.000   | A$0440.000   | A$0250.000   | A$ 142.000 | A$082.000   | A$058.000  | A$040.000  | N/A        | N/A       | N/A       | N/A       |
| Dublu mixt | A$0175.000   | A$097.750    | A$052.500    | A$027.750  | A$014.000   | A$07.250   | N/A        | N/A        | N/A       | N/A       | N/A       |

## Campioni actuali

### Cele mai recente finale
| 2025            | Campion                            | Finalist                            | Scor                      |
| --------------- | ---------------------------------- | ----------------------------------- | ------------------------- |
| Simplu masculin | Jannik Sinner                      | Alexander Zverev                    | 6–3, 7–6(7–4), 6–3        |
| Simplu feminin  | Madison Keys                       | Arina Sabalenka                     | 6–3, 2–6, 7–5             |
| Dublu masculin  | Harri Heliövaara Henry Patten      | Simone Bolelli Andrea Vavassori     | 6–7(16–18), 7–6(7–5), 6–3 |
| Dublu feminin   | Kateřina Siniaková Taylor Townsend | Hsieh Su-wei Jeļena Ostapenko       | 6–2, 6–7(4–7), 6–3        |
| Dublu mixt      | Olivia Gadecki John Peers          | Kimberly Birrell John-Patrick Smith | 3–6, 6–4, [10–6]          |

## Recorduri

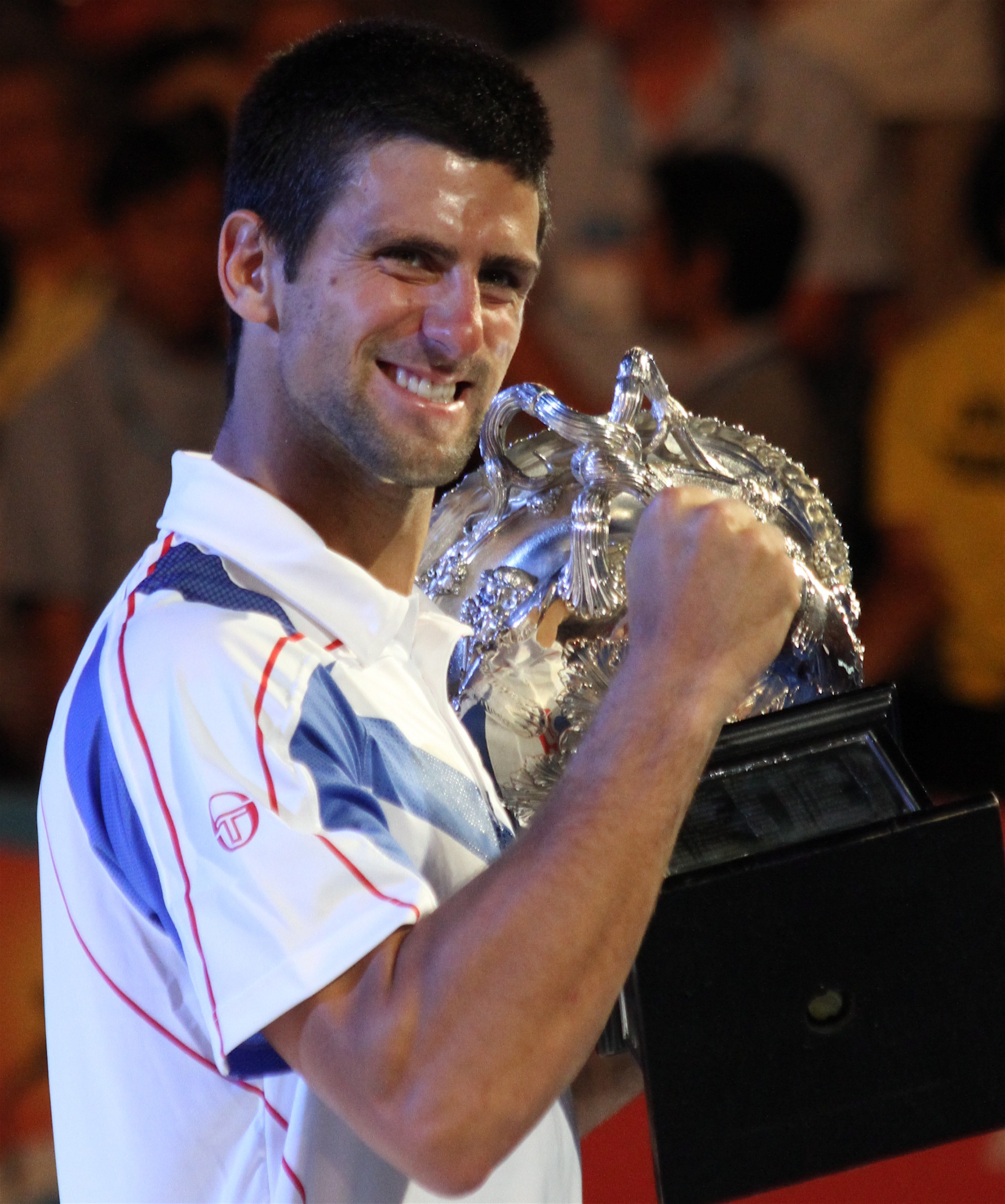
Novak Djokovic, deținătorul recordului all-time la simplu masculin.

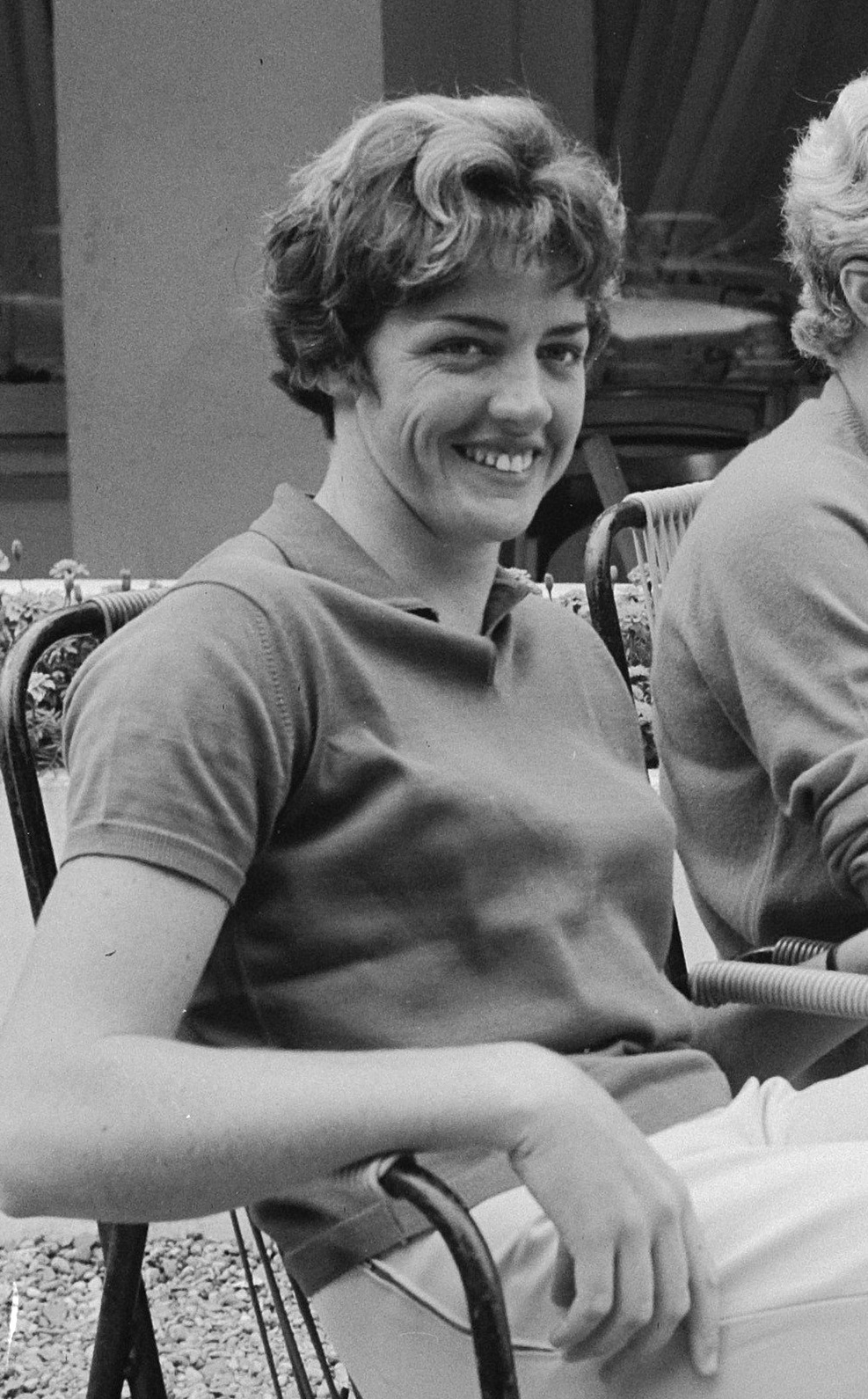
Margaret Court, deținătoarea recordului all-time la simplu feminin.

- Spre deosebire de celelalte trei turnee de Grand Slam, care au devenit deschise profesioniștilor în 1968, turneul australian a fost deschis în 1969.[20]

| Record                                                | Era             | Jucător(i)                                                                       | Număr                   | Ani                                                                             |                         |
| ----------------------------------------------------- | --------------- | -------------------------------------------------------------------------------- | ----------------------- | ------------------------------------------------------------------------------- | ----------------------- |
| Masculin din 1905                                     |                 |                                                                                  |                         |                                                                                 |                         |
| Cele mai multe titluri la simplu                      | Open Era        | Novak Djokovic                                                                   | 10                      | 2008, 2011–2013, 2015–2016, 2019–2021, 2023                                     |                         |
| Cele mai multe titluri la simplu                      | Pre-Open Era    | Roy Emerson                                                                      | 6                       | 1961, 1963–1967                                                                 |                         |
| Cele mai multe titluri consecutive la simplu          | Open Era        | Novak Djokovic                                                                   | 3                       | 2011–2013, 2019–2021                                                            |                         |
| Cele mai multe titluri consecutive la simplu          | Pre-Open Era    | Roy Emerson                                                                      | 5                       | 1963–1967                                                                       |                         |
| Cele mai multe titluri la dublu                       | Open Era        | Bob Bryan Mike Bryan                                                             | 6                       | 2006–2007, 2009–2011, 2013                                                      |                         |
| Cele mai multe titluri la dublu                       | Pre-Open Era    | Adrian Quist                                                                     | 10                      | 1936–1940, 1946–1950                                                            |                         |
| Cele mai multe titluri consecutive la dublu           | Open Era        | Bob Bryan Mike Bryan                                                             | 3                       | 2009–2011                                                                       |                         |
| Cele mai multe titluri consecutive la dublu           | Pre-Open Era    | Adrian Quist                                                                     | 10                      | 1936–1940, 1946–1950                                                            |                         |
| Cele mai multe titluri la dublu mixt                  | Open Era        | Jim Pugh Leander Paes Daniel Nestor                                              | 3                       | 1988–1990 2003, 2010, 2015 2007, 2011, 2014                                     |                         |
| Cele mai multe titluri la dublu mixt                  | Pre-Open Era    | Harry Hopman Colin Long                                                          | 4                       | 1930, 1936–1937, 1939 1940, 1946–1948                                           |                         |
| Cele mai multe campionate (simplu, dublu, dublu mixt) | Open Era        | Novak Djokovic                                                                   | 9                       | 2008–2021 (9 simplu)                                                            |                         |
| Cele mai multe campionate (simplu, dublu, dublu mixt) | Pre-Open Era    | Adrian Quist                                                                     | 13                      | 1936–1950 (3 simplu, 10 dublu)                                                  |                         |
| Feminin din 1922                                      |                 |                                                                                  |                         |                                                                                 |                         |
| Cele mai multe titluri la simplu                      | Toate-timpurile | Margaret Court                                                                   | 11                      | 1960–1966, 1969–1971, 1973                                                      |                         |
| Cele mai multe titluri la simplu                      | Open Era        | Serena Williams                                                                  | 7                       | 2003, 2005, 2007, 2009–2010, 2015, 2017                                         |                         |
| Cele mai multe titluri la simplu                      | Pre-Open Era    | Margaret Court                                                                   | 7                       | 1960–1966                                                                       |                         |
| Cele mai multe titluri consecutive la simplu          | Open Era        | Margaret Court Evonne Goolagong Cawley Steffi Graf / Monica Seles Martina Hingis | 3                       | 1969–1971 1974–1976 1988–1990 1991–1993 1997–1999                               |                         |
| Cele mai multe titluri consecutive la simplu          | Pre-Open Era    | Margaret Court                                                                   | 7                       | 1960–1966                                                                       |                         |
| Cele mai multe titluri la dublu                       | Pre-Open Era    | Thelma Coyne Long                                                                | 12                      | 1936–1940, 1947–1949, 1951–1952, 1956, 1958                                     |                         |
| Cele mai multe titluri la dublu                       | Open Era        | Martina Navratilova                                                              | 8                       | 1980, 1982–1985, 1987–1989                                                      |                         |
| Cele mai multe titluri consecutive la dublu           | Open Era        | Martina Navratilova Pam Shriver                                                  | 7                       | 1982–1985, 1987–1989                                                            |                         |
| Cele mai multe titluri consecutive la dublu           | Pre-Open Era    | Thelma Coyne Long Nancye Wynne Bolton                                            | 5                       | 1936–1940                                                                       |                         |
| Cele mai multe titluri la dublu mixt                  | Open Era        | Barbora Krejčíková                                                               | 3                       | 2019–2021                                                                       |                         |
| Cele mai multe titluri la dublu mixt                  | Pre-Open Era    | Daphne Akhurst Cozens Nell Hall Hopman Nancye Wynne Bolton Thelma Coyne Long     | 4                       | 1924–1925, 1928–1929 1930, 1936–1937, 1939 1940, 1946–1948 1951–1952, 1954–1955 |                         |
| Cele mai multe campionate (simplu, dublu, dublu mixt) | Open Era        | Martina Navratilova                                                              | 12                      | 1980–2003 (3 simplu, 8 dublu, 1 dublu mixt)                                     |                         |
| Cele mai multe campionate (simplu, dublu, dublu mixt) | Pre-Open Era    | Nancye Wynne Bolton                                                              | 20                      | 1936–1952 (6 simplu, 10 dublu, 4 dublu mixt)                                    |                         |
| Diverse                                               |                 |                                                                                  |                         |                                                                                 |                         |
| Cel mai tânăr campion la simplu                       | Masculin        | Ken Rosewall                                                                     | 18 ani și 2 luni (1953) | 18 ani și 2 luni (1953)                                                         | 18 ani și 2 luni (1953) |
| Cel mai tânăr campion la simplu                       | Feminin         | Martina Hingis                                                                   | 16 ani și 4 luni (1997) | 16 ani și 4 luni (1997)                                                         | 16 ani și 4 luni (1997) |
| Cel mai în vârstă campion la simplu                   | Masculin        | Ken Rosewall                                                                     | 37 ani și 2 luni (1972) | 37 ani și 2 luni (1972)                                                         | 37 ani și 2 luni (1972) |
| Cel mai în vârstă campion la simplu                   | Feminin         | Thelma Coyne Long                                                                | 35 ani și 8 luni (1954) | 35 ani și 8 luni (1954)                                                         | 35 ani și 8 luni (1954) |